# Bryohumbertia subcomosa
Bryohumbertia subcomosa är en bladmossart som beskrevs av G. Frahm 1989. Bryohumbertia subcomosa ingår i släktet Bryohumbertia och familjen Dicranaceae. Inga underarter finns listade i Catalogue of Life.